# Кузьмина, Виктория Сергеевна
Виктория Сергеевна Кузьмина (род. 24 октября 1998 года) — российская гимнастка. Мастер спорта России международного класса. Член сборной команды Российской Федерации (на 2014 год в основном составе). В юниорской части Чемпионата Европы 2012 завоевала золотые медали в командных соревнованиях и серебро на брусьях. Летом 2013 года на XII Европейском юношеском олимпийском фестивале стала чемпионкой в соревнованиях по спортивной гимнастике в командном многоборье.